# Plaza de España (Cádiz)
La Plaza de España de Cádiz es una de las más emblemáticas de la capital gaditana (Andalucía, España).
Situada cerca del puerto, alberga edificios singulares como la Casa de las Cuatro Torres, la Casa de las Cinco Torres, el edificio de la Aduana (actual Diputación provincial) y el Monumento a la Constitución de 1812 erigido en 1912.
Su obra fue iniciada en 1912 por el arquitecto Modesto López Otero y el escultor Aniceto Marinas, para conmemorar a la Constitución de 1812. Dicha obra fue terminada en 1929.
- Datos: Q6079952
- Multimedia: Plaza de España, Cádiz / Q6079952